# Quay thưởng trong trò chơi điện tử

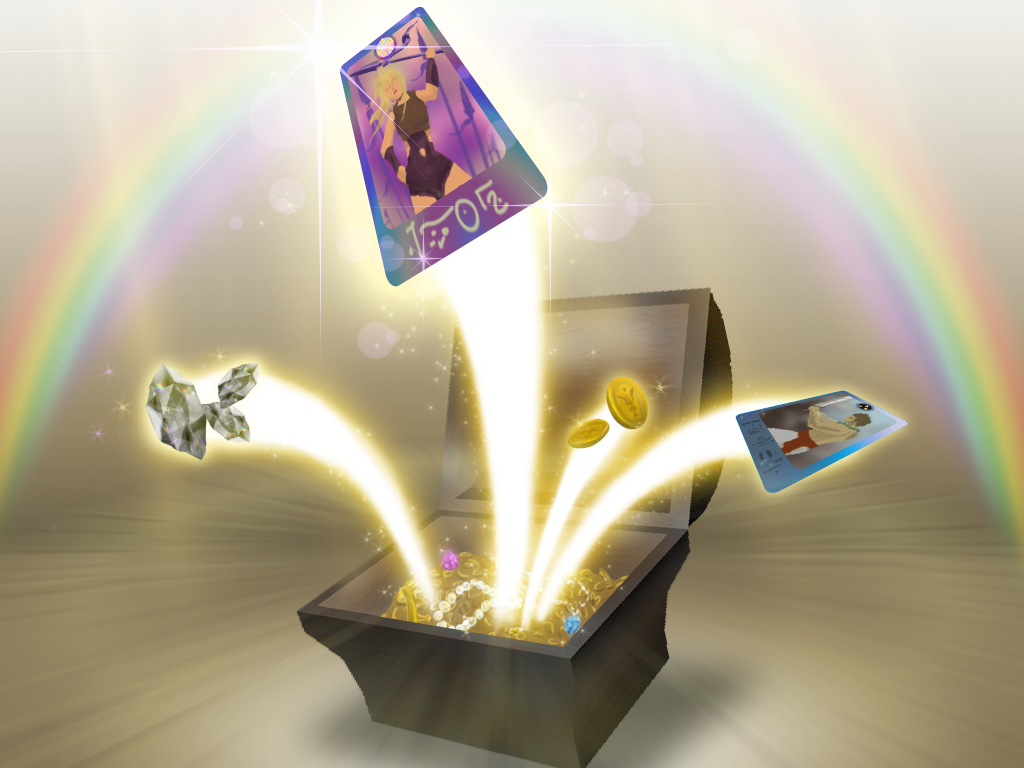
Hình ảnh mở hòm trong một trò chơi điện tử

Quay thưởng trong trò chơi điện tử là một trong các kiểu tiền tệ hóa của trò chơi điện tử bằng cách người chơi có thể mua trực tiếp hộp/hòm quà, mua lượt quay thưởng theo kiểu máy đánh bạc hoặc vòng quay may mắn, hoặc nhận hộp quà trong quá trình chơi và sau đó mua "chìa khóa" để có thể mở chúng. Phần quà thường gồm từ các tùy chỉnh ngoại hình nhân vật như quần áo cho đến các vật phẩm có ảnh hưởng trục tiếp lên trò chơi như trang bị, vũ khí. Các hệ thống kiểu này còn được biết đến dưới tên gacha (dựa trên từ gashapon - đồ chơi viên nhộng) trong các trò chơi quay thưởng kiểu Nhật.
Quay thưởng trong trò chơi điện tử xuất hiện trong các trò chơi khoảng từ năm 2004 đến 2007, và sau đó có trong nhiều trò chơi miễn phí giờ chơi và trò chơi bán lẻ, đa số các trò chơi quay thưởng nhận thêm lượt là trò chơi điện thoại miễn phí giờ chơi, trong đó hình thức này tuy người chơi dùng tiền tệ ảo trong trò chơi nhưng hệ thống này tạo động lực cho người chơi sử dụng tiền thật. Mô hình kiểu Nhật được dùng rộng rãi ở nhật trong đầu thập kỷ 2010 và trở thành một nền văn hóa, sau đó càng ngày lại càng lan rộng trong các trò chơi của Trung Quốc và Hàn Quốc và cả thế giới. Chúng được các nhà sản xuất và phát hành trò chơi đánh giá là một hình thức không chỉ giúp tạo ra nguồn thu nhập ổn định cho tựa trò chơi mà còn tránh các mặt xấu của hình thức thuê bao trò chơi hay bán phần mở rộng hoặc phần cải tiến, nhưng vẫn giữ được người chơi trung thành với trò chơi bằng cách mời chào các diễn tiến và đồ trang trí qua các hệ thống quay thưởng.
Đến cuối thập kỷ 2010, một số trò chơi, điển hình là Star Wars Battlefront II, mở rộng nhiều cách triển khai ý tưởng này dẫn đến rất nhiều chỉ trích đánh giá. Trong đó có chỉ trích rằng hệ thống này tạo ra cách chơi trả tiền để thắng khi hệ thống tạo ra lợi thế cách biệt cho những người trả tiền thật mua vật phẩm ảo trong trò chơi và các hệ lụy xấu như giảm bớt các chức năng thiết yếu cho phiên bản thông thường, và cả việc chống người tiêu dùng khi áp dụng hệ thống này trong một trò chơi bán lẻ. Do sợ việc hệ thống này được dùng làm một phương thức trong chợ xám qua việc cá độ vật phẩm trang trí, quay thưởng trong trò chơi điện tử dần dần được quản lý dưới luật đánh bạc quốc gia ở nhiều nước cùng lúc khi trò chơi được phát hành đa quốc gia.

## Thảm khảo
1. ↑  "Trò chơi điện tử "Gacha" là gì?". ictnews. Truy cập ngày 12 tháng 2 năm 2021.
2. 1 2  Toto, Serkan. "Gacha: Explaining Japan's Top Money-Making Social Game Mechanism". Serkan Toto: CEO Blog. Kantan Games. Truy cập ngày 10 tháng 4 năm 2020.
3. 1 2  "'Fire Emblem Heroes' Is a Gacha Game - Here's What That Means". Inverse. Truy cập ngày 10 tháng 4 năm 2020.
4. ↑  "Japanese gachas are sweeping F2P games in the West". ngày 2 tháng 11 năm 2016.
5. ↑  "Nintendo's Mobile 'Fire Emblem' Is a 'Gacha' Game, Here's What That Means". Waypoint (bằng tiếng Anh). ngày 19 tháng 1 năm 2017. Bản gốc lưu trữ ngày 17 tháng 11 năm 2017. Truy cập ngày 23 tháng 5 năm 2017.
6. ↑  Nakamura, Yuji (ngày 3 tháng 2 năm 2017). "Nintendo treading on shaky ground as new mobile game takes 'gacha' global". Japan Times Online.